# Jonathan Campo
Jonathan Campo (n. Merlo, Buenos Aires, Argentina; 11 de abril de 1988) es un futbolista argentino. Se desempeña como Mediocampista y actualmente se encuentra en Balonpie F.C. de la Liga de Bolívar.

## Clubes
| Club                        | País      | Año       |
| --------------------------- | --------- | --------- |
| Huracán                     | Argentina | 2009-2010 |
| Barracas Central            | Argentina | 2010-2011 |
| Defensores de Belgrano (VR) | Argentina | 2012-2015 |
| Barnechea                   | Chile     | 2015-2016 |
| Camioneros                  | Argentina | 2016-2020 |
| Ciudad Bolívar              | Argentina | 2020-2021 |
| Racing de Olavarría         | Argentina | 2021-2022 |
| Balonpié Bolívar            | Argentina | 2022-Act. |